# Imogen Willis
Imogen Willis-Robinson es un personaje ficticio de la serie de televisión australiana Neighbours interpretada por la actriz Ariel Kaplan, del 20 de mayo de 2013 hasta el 26 de abril del 2016. Ariel regresó a la serie el 22 de marzo del 2019 y su última aparición fue el 1 de mayo del 2019.

## Biografía
Imogen llega a Erinsborough en mayo del 2013 con su padre Brad Willis y su hermano gemelo Joshua Willis para reunirse con su madre Terese Willis quien había conseguido un trabajo como gerente general del hotel Lassiter's.
Más tarde Susan Kennedy descubre que Imogen sufre de un desorden alimenticio lo que ocasiona que Imogen sienta pánico.
El 26 de abril del 2016 después de casarse con Daniel, la pareja decidió mudarse a Los Ángeles.